# Cecilia Marcovich
Cecilia Marcovich (Harlau, 18 de septiembre de 1894 - Buenos Aires, 9 de junio de 1976) fue una importante escultora, pintora, docente y activista feminista rumana, radicada en Argentina.

## Biografía
Cecilia Marcovich nació en Harlau (Rumania) el 18 de septiembre de 1894. En 1902, cuando ella tenía 8 años, su familia emigró a la Argentina, radicándose en Moises Ville, en la provincia de Santa Fe, dedicándose a las tareas agrícolas. Años más tarde, se mudaron a la ciudad de Rosario, donde comenzó a estudiar música en la Escuela de Artes y Oficios con los maestros italianos Antonio Casella y César Caggiano.
Hacia el año 1925 y con 35 años, ya se había casado y separado, y tenido dos hijos. Viajó a Paris para poder continuar con su formación en escultura con Antoine Bourdelle y Charles Despiau, así como pintura con André Lhote y Paul Baudin. Durante su estadía en Europa también recorrió otros países como Italia, Bélgica, Polonia y Austria. En 1931 pudo exponer una de sus esculturas en el Salón de las Tullerías.
A su regreso a la Argentina comenzó a realizar exposiciones de sus obras en diversas galerías. En 1935 fundó junto con Lino Spilimbergo y Luis Falcini la Agrupación de Intelectuales, Artistas, Periodistas y Escritores (AIAPE). Ese mismo año ganó el Primer Premio Nacional de Escultura. Posteriormente obtuvo otros muchos premios, como la Medalla de Plata en Escultura en el Salón de Otoño de Rosario en 1936; el Segundo Premio de Escultura en 1940; el Primer Premio en el Salón de Primavera de la Sociedad Hebraica Argentina en 1941; y en 1962 el Premio Jockey Club de Escultura en el Salón Nacional.
En la década de 1940 fundó la Asociación Plástica Argentina, donde funcionó una escuela taller que promovía un espacio democrático e inclusivo, especialmente orientado a artistas mujeres. A su vez, y como parte de su lucha feminista, se unió durante la Segunda Guerra Mundial a la organización de mujeres antifascistas Junta de la Victoria. En las décadas siguientes fue docente de dibujo, pintura y escultura en la Academia Provincial de Bellas Artes de Santa Fe.
Falleció el 9 de junio de 1976 en Buenos Aires. Su obra quedó guardada en un depósito hasta que pudo ser recuperada por una nieta, quien impulsó el rescate y exposición de sus obras en el Museo Nacional de Bellas Artes y el Museo de Artes Plásticas Eduardo Sívori.